# 儀表板 (商務)

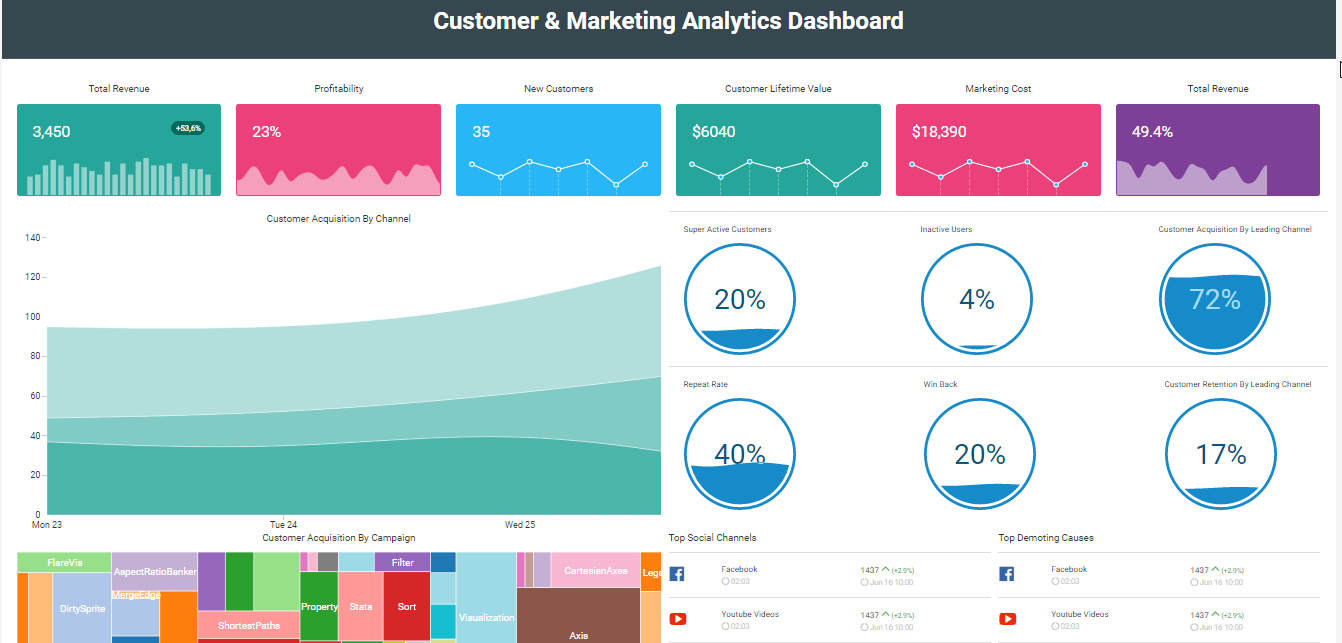
这是一个仪表板示例圖，可以通過電腦程序创建。

仪表板是一種用來展示業務關鍵績效指標以及業務完成進度的概览视图（图形用户界面）。 Google分析就是常見的仪表板。 Excel也可以實現数据可视化並生成图表，這樣效果就和儀表板一致。 